# Alexander Kirchner (Gewerkschafter)

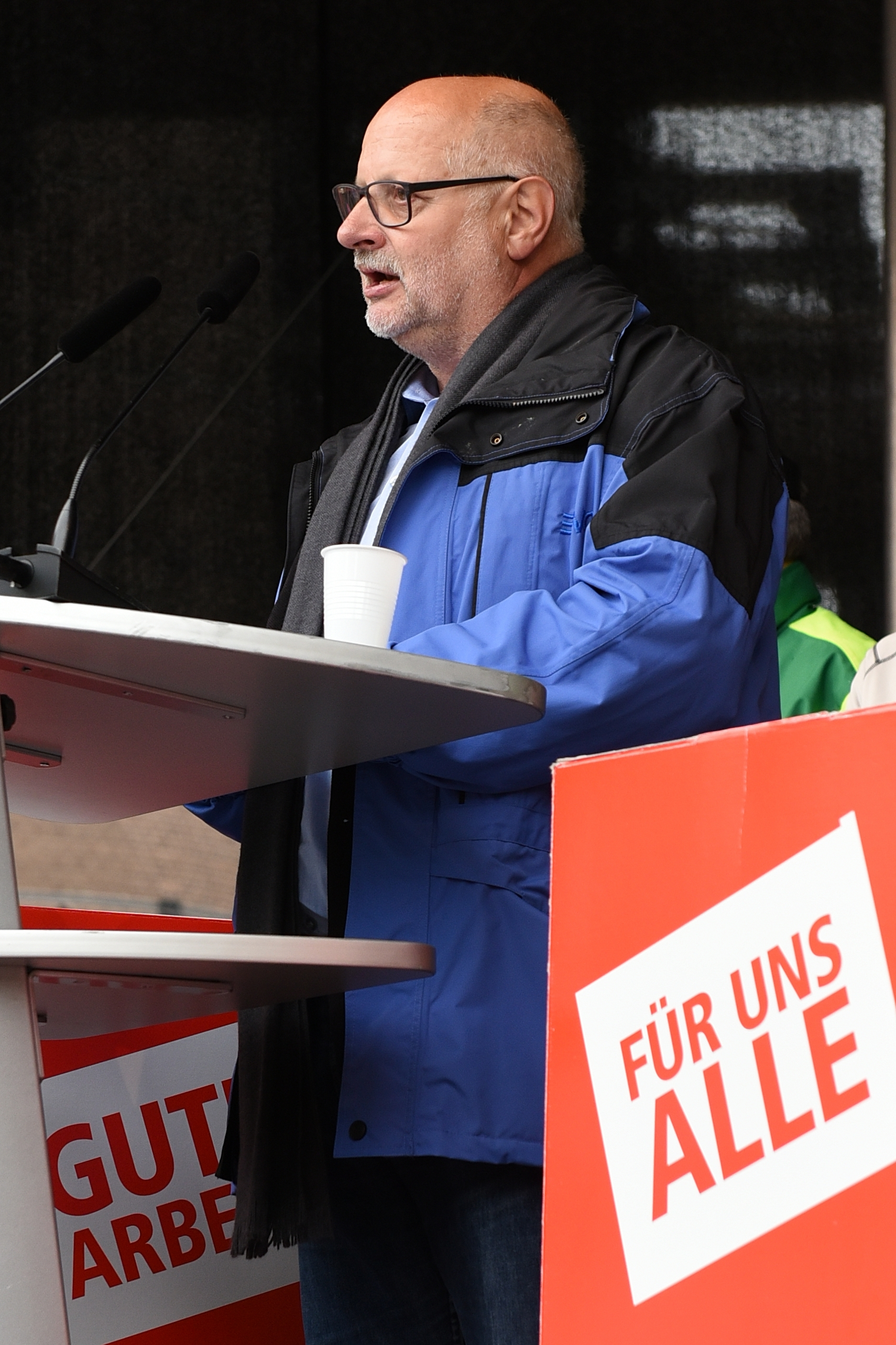
Alexander Kirchner bei der Kundgebung zum 1. Mai 2017 im Landschaftspark Duisburg-Nord

Alexander Kirchner (* 21. August 1956 in Limburg an der Lahn) ist ein deutscher Eisenbahngewerkschafter. Er war Vorsitzender der Eisenbahn- und Verkehrsgewerkschaft (EVG) und stellvertretender Vorsitzender des Aufsichtsrates der Deutschen Bahn.

## Leben und Wirken
Alexander Kirchner absolvierte ab dem Jahr 1973 im Eisenbahnausbesserungswerk Limburg bei der Deutschen Bundesbahn eine Ausbildung zum Energie-Anlagenelektroniker.
1974 wurde Kirchner Jugendvertreter der Gewerkschaft der Eisenbahner Deutschlands (GdED, später Transnet) und von 1983 bis 1990 war er freigestellter Personalrat in Frankfurt am Main. 1991 wurde er hauptberuflicher Gewerkschaftssekretär bei der GdED, wo er 2000 in den erweiterten Vorstand gewählt wurde, im Mai 2008 wurde er zunächst Stellvertretender Vorsitzender, im November 2008 Vorsitzender. Nach der Fusion von Transnet und der Verkehrsgewerkschaft GDBA am 30. November 2010 wurde er Vorsitzender der neugeschaffenen Eisenbahn- und Verkehrsgewerkschaft (EVG). Dieses Amt gab er 2019 aus Altersgründen ab.
Im Bahn-Tarifstreit von 2007 und 2008 war Kirchner Tarifexperte.
Alexander Kirchner ist verheiratet und Vater einer Tochter. Ein Sohn ist verstorben. Zu seinen Hobbys zählt Motorradfahren.